# TV für mich
TV für mich ist eine 14-täglich erscheinende Fernsehzeitschrift, herausgegeben von der Gong Verlag GmbH, einem Tochterunternehmen der WAZ-Mediengruppe.

## Konzept und Inhalt
TV für mich kombiniert in einem „Dual-Use-Konzept“ serviceorientierte Frauenzeitschrift und Fernsehprogrammzeitschrift. Zielgruppe sind Frauen ab 30 Jahren.
Im redaktionellen Fokus der Zeitschrift stehen neben dem Programmteil Themen wie Mode und Beauty, Stars und Sternchen, Diät und Gesundheit, Kochen und Backen, Beauty und Reise.

## Daten & Fakten
TV für mich hat aktuell eine verkaufte Auflage von 410.023 Exemplaren. Der Einzelpreis beträgt 1,49 €. Chefredakteurin ist Viola Wallmüller.